# Eccellenza Campania 2013-2014
L'Eccellenza Campania 2013-2014 è stata la ventitreesima edizione del campionato italiano di calcio di categoria. Gestita dal Comitato Regionale Campania della Lega Nazionale Dilettanti, rappresentava il sesto livello del calcio italiano e il primo livello regionale. Parteciparono complessivamente 32 squadre, divise in due gironi. La stagione regolare ha avuto inizio il 14 settembre 2013 e si è conclusa il 9 aprile 2014; le gare regionali di play-off e di play-out si sono disputate tra il 3 e l'11 maggio 2014.

## Stagione

### Novità
Al termine della stagione 2012-2013, lasciarono il campionato di Eccellenza Campania le promosse Progreditur Marcianise, Torrecuso e Vico Equense (che rinunciò all'iscrizione in Serie D), e le retrocesse Atletico Vesuvio, Atri, Ippogrifo Sarno, Ortese, Real Nocera Superiore e Viribus Unitis. Vista la retrocessione dalla Serie D di una sola squadra campana, il Sant'Antonio Abate, e la promozione di Atletico Bosco, Faiano, Quarto, Mariglianese, Miano e Vis Portici, si rese necessario il ricorso alle riammissioni. Ai due posti aggiuntivi necessari a causa della differenza tra ammissioni e retrocessioni in Serie D se ne aggiunsero altri due dovuti alla mancata ammissione di Acerrana e Vis San Nicola. Furono pertanto ammesse Neapolis, Poseidon, Puteolana 1909 e Vis Ariano.

### Formula
Al massimo campionato regionale campano parteciparono 32 squadre divise in due gironi da 16 ciascuno. La suddivisione dei gironi fu effettuata seguendo criteri geografici: il girone A comprendeva squadre dell'hinterland di napoletano e casertano; il girone B comprendeva squadre delle provincie di Salerno e Avellino, più le rimanenti compagini del napoletano.
Le squadre si affrontarono in gare di andata e ritorno, per un totale di 30 incontri per squadra. Erano assegnati tre punti per la vittoria, uno per il pareggio e zero per la sconfitta. Come nelle stagioni precedenti vi era l'obbligo di schierare in campo tre giocatori "giovani", nati nel 1994, 1995 e 1996 (uno per anno).
Al termine della stagione regolare la vincitrice di ciascun girone era ammessa alla Serie D. Erano previsti play-off in due turni, giocati in casa della meglio piazzata, che coinvolgevano le squadre classificate dal secondo al quinto posto di ciascun girone: la squadra vincente superava il turno, mentre in caso di parità di punteggio dopo 120 minuti si qualificava la squadra che giocava in casa. La vincitrice dei play-off di girone era ammessa alla fase nazionale dei play-off (altri due turni) per l'ammissione alla Serie D. Il turno di play-off tra seconda e quinta o tra terza e quarta non si disputava se la differenza in classifica tra le squadre era pari o superiore ai dieci punti. Inoltre, se la distanza tra la seconda e la terza era pari o superiore a dieci punti, i play-off di girone non venivano disputati e la seconda classificata era ammessa direttamente alla fase nazionale.
Per quanto riguarda le retrocessioni, l'ultima classificata di ciascun girone retrocedeva direttamente in Promozione. Venivano inoltre disputati play-out a turno unico, giocati in casa della meglio piazzata, tra dodicesima e quindicesima e tra tredicesima e quattordicesima di ciascun girone; le quattro perdenti retrocedevano in Promozione, mentre in caso di parità di punteggio dopo 120 minuti retrocedeva la squadra che giocava fuori casa. Il turno di play-out non veniva effettuato se la differenza tra le due contendenti era pari o superiore a dieci punti. Inoltre, se la distanza tra la dodicesima e la tredicesima era pari o superiore a dieci punti, i play-out di girone non venivano disputati e le classificate al quattordicesimo e quindicesimo posto retrocedevano direttamente in Promozione.

## Girone A

### Squadre partecipanti
| Club                  | Città                          | Stadio                                   | Stagione 2012-2013                                  |
| --------------------- | ------------------------------ | ---------------------------------------- | --------------------------------------------------- |
| Atletico Casalnuovo   | Casalnuovo di Napoli (NA)      | Stadio Domenico Iorio                    | 6° in Eccellenza Campania/A                         |
| Florigium             | Forio (NA)                     | Stadio Salvatore Calise                  | 13° in Eccellenza Campania/A                        |
| Giugliano             | Giugliano in Campania (NA)     | Stadio Alberto De Cristofaro             | 11° in Eccellenza Campania/A (come Città di Pompei) |
| Isola di Procida      | Procida (NA)                   | Stadio Mario Spinetti                    | 8° in Eccellenza Campania/A                         |
| Mari                  | San Sebastiano al Vesuvio (NA) | Stadio Raffaele Paudice                  | 9° in Eccellenza Campania/A                         |
| Miano                 | Napoli                         | Stadio Dietro la Vigna                   | 1° in Promozione Campania/B                         |
| Neapolis              | Napoli                         | Stadio Ottorino Barassi                  | 10° in Promozione Campania/B                        |
| Nerostellati Frattese | Frattamaggiore (NA)            | Stadio Pasquale Ianniello                | 2° in Promozione Campania/A (come Atletico Bosco)   |
| Puteolana 1909        | Pozzuoli (NA)                  | Stadio Domenico Conte                    | 9° in Promozione Campania/A                         |
| Quarto                | Quarto (NA)                    | Stadio Castrese Giarrusso                | 1° in Promozione Campania/A                         |
| San Giorgio 1926      | San Giorgio a Cremano (NA)     | Stadio Raffaele Paudice                  | 3° in Eccellenza Campania/A                         |
| Sibilla               | Bacoli (NA)                    | Stadio Tony Chiovato                     | 10° in Eccellenza Campania/A                        |
| Stasia                | Sant'Anastasia (NA)            | Stadio Agostino De Cicco                 | 2° in Eccellenza Campania/A                         |
| Virtus Carano         | San Felice a Cancello (CE)     | Stadio Comunale di San Felice a Cancello | 5° in Eccellenza Campania/A                         |
| Virtus Volla          | Volla (NA)                     | Stadio Paolo Borsellino                  | 4° in Eccellenza Campania/A                         |
| Vis Portici           | Portici (NA)                   | Stadio San Ciro                          | 2° in Promozione Campania/B                         |

### Classifica finale
|  | Pos. | Squadra               | Pt | G  | V  | N  | P  | GF | GS  | DR  |
|  | ---- | --------------------- | -- | -- | -- | -- | -- | -- | --- | --- |
|  | 1.   | Nerostellati Frattese | 69 | 30 | 21 | 6  | 3  | 65 | 24  | +41 |
|  | 2.   | Quarto                | 67 | 30 | 20 | 7  | 3  | 60 | 22  | +38 |
|  | 3.   | Stasia                | 60 | 30 | 16 | 12 | 2  | 45 | 22  | +23 |
|  | 4.   | Virtus Volla          | 59 | 30 | 18 | 5  | 7  | 63 | 35  | +28 |
|  | 5.   | Atletico Casalnuovo   | 45 | 30 | 13 | 6  | 11 | 52 | 35  | +17 |
|  | 6.   | Virtus Carano         | 44 | 30 | 11 | 11 | 8  | 46 | 34  | +12 |
|  | 7.   | Giugliano             | 40 | 30 | 13 | 9  | 8  | 39 | 30  | +9  |
|  | 8.   | Sibilla               | 40 | 30 | 11 | 7  | 12 | 37 | 43  | -6  |
|  | 9.   | Isola di Procida      | 39 | 30 | 11 | 6  | 13 | 40 | 39  | +1  |
|  | 10.  | Vis Portici           | 38 | 30 | 11 | 5  | 14 | 48 | 50  | -2  |
|  | 11.  | Miano                 | 35 | 30 | 9  | 8  | 13 | 35 | 44  | -9  |
|  | 12.  | Puteolana 1909        | 31 | 30 | 8  | 7  | 15 | 30 | 45  | -15 |
|  | 13.  | San Giorgio 1926      | 30 | 30 | 7  | 9  | 14 | 38 | 42  | -4  |
|  | 14.  | Florigium             | 27 | 30 | 7  | 6  | 17 | 43 | 64  | -21 |
|  | 15.  | Neapolis              | 26 | 30 | 7  | 5  | 18 | 30 | 45  | -15 |
|  | 16.  | Mari                  | 6  | 30 | 1  | 3  | 26 | 20 | 117 | -97 |

Legenda:

      Promossa in Serie D 2014-2015.

      Qualificata ai play-off nazionali.

      Retrocesse in Promozione 2014-2015.

Note:

Tre punti a vittoria, uno a pareggio, zero a sconfitta.
- Giugliano penalizzato di 8 punti.

### Risultati

#### Tabellone
|                       | ATL | FLO | GIU | ISO | MAR | MIA | NEA | NER | PUT | QUA | SAN | SIB | STA | VCA | VVO | VIS |
| Atletico Casalnuovo   |     | 3-0 | 2-1 | 3-1 | 5-1 | 1-1 | 3-4 | 2-2 | 2-0 | 0-0 | 1-3 | 3-2 | 0-1 | 2-0 | 3-1 | 1-0 |
| Florigium             | 2-6 |     | 0-2 | 0-2 | 8-0 | 1-1 | 2-2 | 1-4 | 1-3 | 1-3 | 2-1 | 1-3 | 1-1 | 3-0 | 0-2 | 3-1 |
| Giugliano             | 0-0 | 4-2 |     | 1-1 | 6-1 | 1-1 | 2-1 | 1-0 | 0-3 | 0-0 | 4-0 | 1-0 | 0-0 | 2-1 | 0-3 | 0-1 |
| Isola di Procida      | 2-1 | 1-2 | 0-2 |     | 7-2 | 1-1 | 0-1 | 0-1 | 3-1 | 1-1 | 1-0 | 2-3 | 2-1 | 2-1 | 2-3 | 2-2 |
| Mari                  | 0-7 | 1-1 | 0-3 | 0-1 |     | 0-4 | 0-5 | 1-2 | 0-0 | 0-4 | 1-5 | 0-1 | 2-3 | 2-5 | 0-5 | 0-1 |
| Miano                 | 2-1 | 1-1 | 0-1 | 0-2 | 1-2 |     | 2-1 | 0-1 | 1-0 | 5-1 | 1-0 | 0-1 | 0-2 | 0-0 | 1-1 | 3-2 |
| Neapolis              | 0-1 | 0-1 | 0-2 | 0-1 | 2-2 | 1-1 |     | 0-2 | 0-0 | 1-2 | 2-0 | 0-2 | 0-1 | 2-0 | 1-3 | 0-1 |
| Nerostellati Frattese | 2-1 | 4-0 | 1-0 | 2-1 | 7-0 | 4-0 | 4-0 |     | 3-0 | 0-2 | 1-1 | 2-1 | 1-1 | 1-1 | 2-2 | 4-1 |
| Puteolana 1909        | 1-2 | 1-1 | 0-1 | 1-0 | 3-2 | 3-2 | 0-0 | 2-3 |     | 1-4 | 0-2 | 3-1 | 1-1 | 0-0 | 2-0 | 1-1 |
| Quarto                | 0-0 | 3-1 | 3-1 | 2-1 | 7-0 | 0-1 | 1-0 | 0-1 | 2-0 |     | 2-0 | 2-0 | 0-0 | 3-1 | 1-0 | 5-2 |
| San Giorgio           | 1-0 | 3-1 | 1-1 | 1-1 | 4-0 | 6-1 | 1-2 | 0-2 | 0-1 | 1-2 |     | 0-1 | 0-0 | 2-2 | 1-2 | 1-1 |
| Sibilla               | 1-0 | 0-4 | 1-1 | 0-1 | 2-0 | 1-2 | 3-2 | 2-2 | 1-0 | 0-4 | 2-2 |     | 2-2 | 1-1 | 0-1 | 2-2 |
| Stasia                | 2-1 | 1-0 | 3-0 | 1-1 | 3-1 | 2-0 | 1-0 | 1-0 | 2-0 | 1-1 | 4-0 | 1-1 |     | 0-0 | 2-1 | 2-1 |
| Virtus Carano         | 1-0 | 2-0 | 1-1 | 3-0 | 7-1 | 3-1 | 2-1 | 0-1 | 3-0 | 2-2 | 0-0 | 1-0 | 2-2 |     | 0-0 | 4-2 |
| Virtus Volla          | 3-0 | 3-2 | 1-1 | 1-0 | 5-0 | 3-2 | 0-1 | 2-3 | 5-2 | 1-2 | 2-2 | 2-1 | 2-1 | 3-2 |     | 3-0 |
| Vis Portici           | 1-1 | 6-1 | 3-0 | 2-1 | 3-1 | 1-0 | 5-1 | 1-3 | 2-1 | 0-1 | 2-0 | 1-2 | 2-3 | 0-1 | 1-3 |     |

### Spareggi

#### Play-off

##### Tabellone
|  | Primo turno | Primo turno  | Primo turno |        |   | Secondo turno | Secondo turno | Secondo turno |  |
|  |             |              |             |        |   |               |               |               |  |
|  |             |              |             |        |   | 2             | Quarto        | 3             |  |
|  |             |              |             |        |   | 2             | Quarto        | 3             |  |
|  |             |              |             | Stasia | 1 |               |               |               |  |
|  | 3           | Stasia       | 1           | Stasia | 1 |               |               |               |  |
|  | 3           | Stasia       | 1           |        |   |               |               |               |  |
|  | 4           | Virtus Volla | 0           |        |   |               |               |               |  |

##### Primo turno
| Squadra 1 | Risultato | Squadra 2    |
| --------- | --------- | ------------ |
| Stasia    | 1 - 0     | Virtus Volla |

| Arbitro: | Mauro Cusanno (Chivasso) |

|           |           |  |
| Vacca 14’ | Marcatori |  |

##### Secondo turno
| Squadra 1 | Risultato | Squadra 2 |
| --------- | --------- | --------- |
| Quarto    | 3 - 1     | Stasia    |

| Arbitro: | Federico Pragliola (Terni) |

|                           |           |                |
| Palma 5’ D'Auria 48’, 57’ | Marcatori | 51’ Montaperto |

#### Play-out
| Squadra 1      | Risultato   | Squadra 2 |
| -------------- | ----------- | --------- |
| Puteolana 1909 | 2 - 1 (dts) | Neapolis  |
| San Giorgio    | 1 - 0       | Florigium |

| Arbitro: | Andrea Maraniello (Paola) |

|                             |           |             |
| Luongo 119’ Baldares 120+3’ | Marcatori | 110’ Romano |

| Arbitro: | Valerio Maranesi (Ciampino) |

|              |           |  |
| Imparato 23’ | Marcatori |  |

### Verdetti finali
- Nerostellati Frattese promossa in Serie D.
- Quarto vince i play-off regionali, ma viene eliminato nei play-off nazionali.
- Mari e, dopo i play-out, Florigium e Neapolis retrocesse in Promozione.
- Giugliano non iscritto alla stagione successiva.

## Girone B

### Squadre partecipanti
| Club               | Luogo                        | Stadio                            | Stagione 2012-2013                                      |
| ------------------ | ---------------------------- | --------------------------------- | ------------------------------------------------------- |
| Calpazio           | Capaccio (SA)                | Stadio Tenente M. Vaudano         | 12° in Eccellenza Campania/B                            |
| Cicciano           | Cicciano (NA)                | Stadio Vincenzo Magnotti          | 7° in Eccellenza Campania/B                             |
| Città di Agropoli  | Angri (SA)                   | Stadio Pasquale Novi              | 11° in Eccellenza Campania/B                            |
| Eclanese           | Mirabella Eclano (AV)        | Stadio Nuovo Lando D'Elia         | 13° in Eccellenza Campania/B                            |
| Faiano             | Pontecagnano Faiano (SA)     | Stadio 23 giugno 1978             | 1° in Promozione Campania/D                             |
| Libertas Stabia    | Castellammare di Stabia (NA) | Stadio Romeo Menti                | 8° in Eccellenza Campania/B                             |
| Mariglianese       | Marigliano (NA)              | Stadio Comunale di Brusciano      | 1° in Promozione Campania/C                             |
| Massa Lubrense     | Massa Lubrense (NA)          | Stadio Marcello Cerulli           | 9° in Eccellenza Campania/B                             |
| Palmese            | Palma Campania (NA)          | Stadio Comunale di Palma Campania | 4° in Eccellenza Campania/B                             |
| Poseidon           | Capaccio (SA)                | Stadio Mario Vecchio              | 10° in Promozione Campania/D                            |
| Pro Scafatese      | Scafati (SA)                 | Stadio 28 settembre 1943          | 6° in Eccellenza Campania/B (come Montecorvino Rovella) |
| Real Trentinara    | Sarno (SA)                   | Stadio Felice Squitieri           | 3° in Eccellenza Campania/B                             |
| Sant'Agnello       | Sant'Agnello (NA)            | Stadio Comunale di Sant'Agnello   | 10° in Eccellenza Campania/B                            |
| Sant'Antonio Abate | Sant'Antonio Abate (NA)      | Stadio Vigilante Varone           | 15° in Serie D/H                                        |
| Virtus Scafatese   | Scafati (SA)                 | Stadio 28 settembre 1943          | 5° in Eccellenza Campania/B                             |
| Vis Ariano Accadia | Ariano Irpino (AV)           | Stadio Silvio Renzulli            | 3° in Promozione Campania/D                             |

### Classifica finale
|  | Pos. | Squadra            | Pt | G  | V  | N  | P  | GF | GS | DR  |
|  | ---- | ------------------ | -- | -- | -- | -- | -- | -- | -- | --- |
|  | 1.   | Virtus Scafatese   | 72 | 30 | 22 | 6  | 2  | 60 | 23 | +37 |
|  | 2.   | Real Trentinara    | 71 | 30 | 23 | 2  | 5  | 62 | 28 | +34 |
|  | 3.   | Città di Agropoli  | 66 | 30 | 20 | 6  | 4  | 58 | 25 | +33 |
|  | 4.   | Libertas Stabia    | 59 | 30 | 17 | 8  | 5  | 47 | 25 | +22 |
|  | 5.   | Pro Scafatese      | 54 | 30 | 14 | 12 | 4  | 52 | 37 | +15 |
|  | 6.   | Faiano             | 39 | 30 | 10 | 9  | 11 | 35 | 43 | -8  |
|  | 7.   | Massa Lubrense     | 37 | 30 | 11 | 4  | 15 | 41 | 44 | -3  |
|  | 8.   | Mariglianese       | 37 | 30 | 9  | 10 | 11 | 28 | 37 | -9  |
|  | 9.   | Sant'Antonio Abate | 35 | 30 | 9  | 8  | 13 | 33 | 48 | -15 |
|  | 10.  | Sant'Agnello       | 33 | 30 | 6  | 15 | 9  | 27 | 30 | -3  |
|  | 11.  | Vis Ariano Accadia | 33 | 30 | 8  | 9  | 13 | 31 | 40 | -9  |
|  | 12.  | Palmese            | 29 | 30 | 7  | 8  | 15 | 29 | 39 | -10 |
|  | 13.  | Calpazio           | 27 | 30 | 7  | 6  | 17 | 25 | 41 | -16 |
|  | 14.  | Eclanese           | 25 | 30 | 5  | 10 | 15 | 27 | 45 | -18 |
|  | 15.  | Cicciano           | 24 | 30 | 5  | 9  | 16 | 26 | 41 | -15 |
|  | 16.  | Poseidon           | 14 | 30 | 2  | 8  | 20 | 19 | 54 | -35 |

Legenda:

      Promosse in Serie D 2014-2015.

      Retrocesse in Promozione 2014-2015.

Note:

Tre punti a vittoria, uno a pareggio, zero a sconfitta.

### Risultati

#### Tabellone
|                    | CAL | CIC | CIT | ECL | FAI | LIB | MAR | MAS | PAL | POS | PRO | REA | SAG | SAA | VIR | VIS |
| Calpazio           |     | 3-0 | 1-1 | 1-0 | 0-1 | 1-2 | 0-1 | 1-2 | 1-0 | 1-1 | 0-0 | 0-3 | 1-2 | 4-1 | 1-2 | 2-0 |
| Cicciano           | 0-0 |     | 0-1 | 0-1 | 3-1 | 0-0 | 1-0 | 0-1 | 2-2 | 2-0 | 0-1 | 1-2 | 0-0 | 5-0 | 1-1 | 1-1 |
| Città di Agropoli  | 5-0 | 3-2 |     | 2-0 | 2-2 | 3-0 | 3-1 | 2-1 | 2-0 | 4-1 | 0-2 | 3-1 | 2-0 | 2-1 | 1-2 | 1-0 |
| Eclanese           | 2-0 | 1-1 | 0-2 |     | 1-3 | 2-2 | 0-1 | 3-1 | 0-3 | 1-0 | 2-0 | 0-3 | 1-1 | 0-0 | 1-2 | 1-1 |
| Faiano             | 1-1 | 2-0 | 0-0 | 3-1 |     | 0-0 | 0-0 | 3-2 | 3-2 | 1-1 | 2-1 | 3-3 | 1-1 | 2-2 | 0-2 | 1-0 |
| Libertas Stabia    | 2-1 | 4-0 | 1-3 | 2-2 | 3-0 |     | 3-0 | 1-0 | 1-0 | 2-1 | 0-0 | 0-2 | 0-0 | 3-1 | 2-0 | 1-1 |
| Mariglianese       | 2-1 | 1-1 | 0-3 | 3-1 | 2-0 | 0-3 |     | 4-1 | 0-0 | 2-1 | 0-0 | 2-4 | 0-0 | 2-0 | 0-1 | 1-0 |
| Massa Lubrense     | 3-0 | 1-0 | 2-2 | 2-1 | 0-1 | 0-1 | 3-1 |     | 3-1 | 0-0 | 1-1 | 1-3 | 4-2 | 1-0 | 2-3 | 4-0 |
| Palmese            | 0-1 | 1-0 | 0-2 | 0-0 | 2-0 | 0-1 | 0-0 | 2-1 |     | 0-0 | 2-0 | 0-1 | 1-1 | 1-2 | 1-4 | 1-1 |
| Poseidon           | 1-2 | 0-1 | 1-3 | 1-1 | 0-1 | 1-3 | 0-0 | 2-0 | 0-2 |     | 1-1 | 0-1 | 0-1 | 3-0 | 1-4 | 1-3 |
| Pro Scafatese      | 3-2 | 3-2 | 0-0 | 2-1 | 2-1 | 2-1 | 2-2 | 2-2 | 4-2 | 4-0 |     | 3-3 | 2-2 | 3-1 | 2-2 | 4-0 |
| Real Trentinara    | 1-0 | 3-1 | 3-2 | 2-0 | 2-0 | 2-0 | 2-0 | 3-1 | 2-1 | 3-0 | 2-3 |     | 1-0 | 4-1 | 0-2 | 2-1 |
| Sant'Agnello       | 0-0 | 2-2 | 0-1 | 0-0 | 2-0 | 0-3 | 2-2 | 2-0 | 3-1 | 4-0 | 0-1 | 0-3 |     | 0-0 | 0-1 | 0-1 |
| Sant'Antonio Abate | 1-0 | 2-0 | 0-0 | 3-1 | 2-1 | 1-3 | 1-0 | 1-2 | 2-2 | 2-0 | 2-2 | 1-0 | 0-0 |     | 1-0 | 1-2 |
| Virtus Scafatese   | 1-0 | 3-0 | 3-0 | 2-2 | 2-1 | 2-2 | 3-0 | 1-0 | 1-0 | 3-0 | 3-0 | 2-0 | 2-2 | 3-2 |     | 3-1 |
| Vis Ariano         | 3-0 | 1-0 | 1-3 | 2-1 | 4-1 | 0-1 | 1-1 | 1-0 | 1-2 | 2-2 | 1-2 | 0-1 | 0-0 | 2-2 | 0-0 |     |

### Spareggi

#### Play-off

##### Tabellone
|  | Primo turno | Primo turno       | Primo turno |                   |   | Secondo turno | Secondo turno   | Secondo turno |  |
|  |             |                   |             |                   |   |               |                 |               |  |
|  |             |                   |             |                   |   | 2             | Real Trentinara | 2             |  |
|  |             |                   |             |                   |   | 2             | Real Trentinara | 2             |  |
|  |             |                   |             | Città di Agropoli | 1 |               |                 |               |  |
|  | 3           | Città di Agropoli | 3           | Città di Agropoli | 1 |               |                 |               |  |
|  | 3           | Città di Agropoli | 3           |                   |   |               |                 |               |  |
|  | 4           | Libertas Stabia   | 0           |                   |   |               |                 |               |  |

##### Primo turno
| Squadra 1         | Risultato | Squadra 2       |
| ----------------- | --------- | --------------- |
| Città di Agropoli | 3 - 0     | Libertas Stabia |

| Angri 4 maggio 2014                                                   | Città di Agropoli | 3 – 0 | Libertas Stabia | Stadio Pasquale Novi |
| \| \| \| \| \| Della Femina 6’, 50’ Incoronato 39’ \| Marcatori \| \| |                   |       |                 |                      |
|                                                                       |                   |       |                 |                      |
| Della Femina 6’, 50’ Incoronato 39’                                   | Marcatori         |       |                 |                      |

##### Secondo turno
| Squadra 1       | Risultato | Squadra 2         |
| --------------- | --------- | ----------------- |
| Real Trentinara | 2 - 1     | Città di Agropoli |

| Sarno 4 maggio 2014                                                  | Real Trentinara | 2 – 1        | Città di Agropoli | Stadio Felice Squitieri |
| \| \| \| \| \| Tufano 44’ Maggio 51’ \| Marcatori \| 86’ Imparato \| |                 |              |                   |                         |
|                                                                      |                 |              |                   |                         |
| Tufano 44’ Maggio 51’                                                | Marcatori       | 86’ Imparato |                   |                         |

#### Play-out
| Squadra 1 | Risultato   | Squadra 2 |
| --------- | ----------- | --------- |
| Palmese   | 3 - 2 (dts) | Cicciano  |
| Calpazio  | 0 - 1 (dts) | Eclanese  |

| Arbitro: | Canisto (Pisa) |

|                                               |           |                          |
| Sepe 27’ Di Luccio 89’ La Marca 120+5’ (rig.) | Marcatori | 83’ Dell'Anno 86’ Di Meo |

| Arbitro: | Davide Moriconi (Roma) |

|  |           |              |
|  | Marcatori | 101’ Garzone |

### Verdetti finali
- Virtus Scafatese e, dopo i play-off nazionali, Real Trentinara promosse in Serie D.
- Poseidon e, dopo i play-out, Calpazio e Cicciano retrocessi in Promozione.